# Daniel Barr
Daniel Barr, född 1962, är en svensk ekonom och ämbetsman. Sedan den 20 mars 2023 är han generaldirektör för Finansinspektionen. 

## Biografi
Barr har en fil. lic. i finansiell ekonomi från Handelshögskolan i Stockholm och har en bakgrund på flera statliga myndigheter samt som statlig utredare. 
Barr var ordförande för Centerstudenter mellan åren 1987 och 1989. 1986–1993 arbetade han som politiskt sakkunnig i Riksdagen och på Statsrådsberedningen. 1995–1996 arbetade han på Sveriges riksbank som tillförordnad avdelningschef på Finansmarknadsavdelningen och som biträdande riksbanksdirektör på Betalningsavdelningen. 1996–2000 arbetade Barr på Finansdepartementet, först som enhetschef och sedan som biträdande avdelningschef vid Finansmarknadsavdelningen. 2000–2004 var han chefsanalytiker vid Sjunde AP-fonden och 2004–2005 arbetade han som regeringens särskilde utredare i Insättningsgarantiutredningen.
2005–2008 var Barr anställd på Premiepensionsmyndigheten (PPM) som chefsekonom och senare som avdelningschef för fond- och finansavdelningen. 2008 blev Daniel Barr rekryterad till Finansdepartementet för att arbeta med finanskrisen och regeringens stabilitetspaket, för att sedan i slutet av 2008 anställas av Riksgälden som avdelningschef för Finansiell stabilitet och konsumentskydd.
2010–2011 var Barr regeringens särskilda utredare i Solvens II-utredningen. 2014–2016 var han programledare för Solvens II på Folksam och 2017–2018 var han produktdirektör och chef för produktenheten på samma bolag. I augusti 2018 tillträdde Barr som generaldirektör för Pensionsmyndigheten.
Barr utsågs den 9 februari 2023 till generaldirektör för Finansinspektionen. Han tillträdde sin tjänst den 20 mars 2023. Sommaren 2025 kommer Barr att lämna sitt uppdrag i förtid vilket har sin bakgrund i att Pensionsmyndigheten i mars 2025 fick en anmärkning från Finansinspektionen för bristande riskkontroll i samband med investeringar i fastighetsbolaget Heimstaden Bostad. Barr var chef på Pensionsmyndigheten när investeringarna genomfördes. Den 19 juni 2025 kommer han att tillträda som generaldirektör i Regeringskansliet. Daniel Barr får där i uppdrag att utreda hur den svenska obligationsmarknadens funktionssätt kan stärkas.